# 韋斯利亞納河 (卡馬河支流)

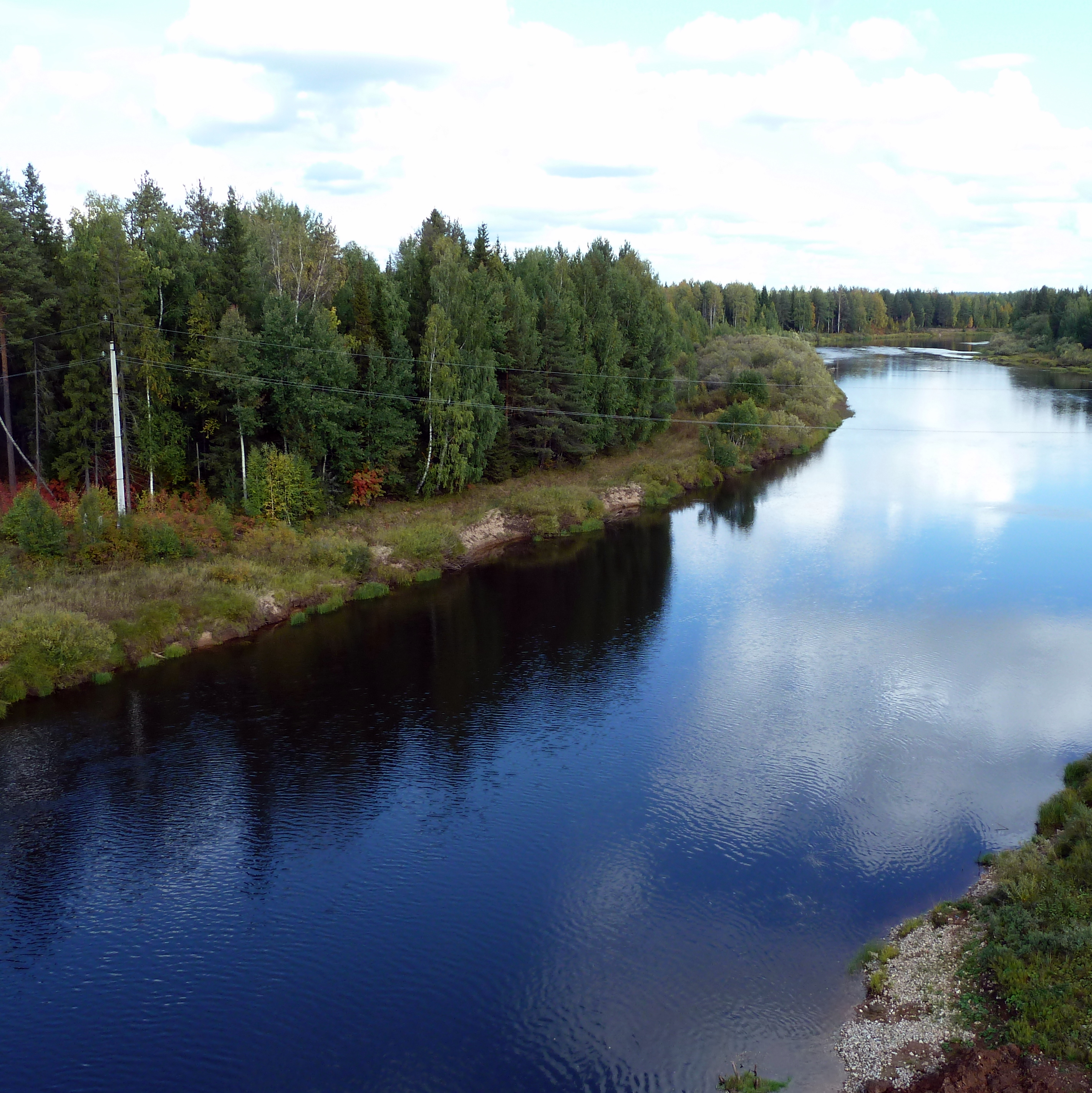
韋斯利亞納河

韋斯利亞納河是俄羅斯的河流，由彼爾姆邊疆區和科密共和國負責管轄，屬於卡馬河的左支流，河道全長266公里，流域面積約7,490平方公里，發源自季曼嶺。

## 外部連結
- Encyclopedia of Perm Krai[永久]
- Veslyana in Great Soviet Encyclopedia